# Dream Police
Dream Police, dansk punkgruppe fra Århus. Dannet 31. december 1977 i et kælderrum under byggeriet Langkærparken ved Tilst. Bandets oprindelige medlemmer, Johnny Concrete (vokal), Jan Schriver (guitar), S.E. Frog (bas) og Claus Buldermave (trommer) kunne enes om at musikgenren skulle være hård rock. Men om den primære inspirationskilde skulle være heavy metal i stil med Black Sabbath eller Uriah Heep eller tidlig punk i stil med The Stooges, MC5 og The Dictators var der lidt tvivl om. Denne tvivl forsvandt snart da gruppens medlemmer opdagede punken i form af andre århusianske bands såsom Lost Kids og Kliché, som videreførte den engelske punk.
Bandets navn var dog fastlagt fra starten af forsangeren Johnny Concrete. Han havde det på tungen og fandt det sejt, men kunne ikke præcisere hvorfra han havde det. Ved senere efterforskning fandt de ud af at han havde det fra et opslag i Politikens Rock Leksikon, det var navnet på Alex Harvey Bands tidligere inkarnation.

## Første periode (1977-1979)
Dream Police spillede som eneste band begge aftener til Pære Punk festivalen i ´huset, Aarhus, november 1978.I december spillede gruppen til DB 110´s julepunkbal i Folkedansens Hus i Aarhus. Koncerten blev optaget, og det var meningen at optagelsen skulle udkomme som plade, men pladeselskabet Medley fandt lyden for rå og besluttede sig for at lade være. To numre fra koncerten, "Rat from the street" og "Depression", er senere udgivet på Karma CD´en "Tell Mom! It´s not her fault".
I 1979 blev to af bandets sange, Johnny Johnny og Bubbles, optaget i det lokale Luna-studio i januar, til opsamlingen Pære Punk. Johnny Johnny var dog blevet klippet ned uden bandets medvirken. 
Interne problemer i gruppen og en katastrofal koncert i september 1979 på Teatercafeen i Århus hvor bandet skulle spille på samme tid som Troels Trier havde en koncert på etagen ovenover, endte med at bandet opløstes samme aften!
Gruppens medlemmer gik hver til sit, og Johnny Concrete dannede bandet The Clochards.
En kort reunion skete dog i 1980 med koncerter på Rockmaskinen på Christiania  20/12 og Saltlageret i København 22/12, hvor de indspillede hvad der blev til Demise EP'en.

## Anden periode (1984-1989)
Flere gendannelser skete i løbet af 1980'erne med forskellige sammensætninger, alle sammen med Johnny Concrete som frontmand. Den længste periode var 1986-1989 hvor gruppen indspillede og udgav yderligere to plader, In Combat og Cold Winds 12". Bandets lyd var på dette tidspunkt langt mere dyster og mere heavy metal inspireret og 
sangene langt mere komplicerede end de tidlige korte 3-akkorders punk-sange. I starten af 1987 var gruppen på en mindre turne i Nordtyskland og Holland, hvor de bl.a. spillede med engelske Legion of Parasites og Instigators samt amerikanske Detonators.
Efter flere udskiftninger i besætningen og en række gigs i Aarhus og København medio 1989, gik Dream Police atter i opløsning...en opløsning, der holdt til et stykke ind i det nye årtusind.

## Pære Punk jubilæum (2003-nu)
I 2003 var der 25-års jubilæum for Pære Punk koncerten, og Dream Police blev gendannet for at spille forskellige arrangementer i Århus og i Ungdomshuset i København (2005) sammen med flere andre af de tidlige punk bands. Gendannelsen gik så godt, at Johnny Concrete valgte at fortsætte den.
For en kort periode bestod bandet af Johnny Concrete (vokal), Rasmus Dahl (guitar), Morten Bjerggaard (bas) og Allan Damm (trommer). Ultimo 2004 fandt Johnny Concrete sammen med sin gamle trommeslager Zwika Barash (1986-89) og guitaristen fra slutningen af firserne Gynther Paulsen samt dennes søn, bassisten Felix Paulsen. Endvidere medvirkede violinisten Jonathan Feig for en kort bemærkning, indtil guitaristen Nikolas Tranæs blev fast medlem i 2006.
I 2006 blev en retrospektiv CD med samtlige 4 vinyludgivelser plus liveoptagelser (1978-2005) udgivet på Karma Music, Tell Mom It's Not Her Fault!

I 2012 består Dream Police af Johnny Concrete og SRC (ex-TZP). I påsken 2012 spillede bandet i en temmelig tung udgave i både musik og hylster, med danske Clean Boys og svenske Dogbreath i Horsens og Viborg. I november 2013 udkom gruppens første vinyl udgivelse i 26 år "In Situ" på det genoplivede No Aarhus Records. Blandt gæsterne på albummet kan nævnes Tømrerclaus, Tommy Mills (ex-Sky Saxon´s Seeds) og Per Åhman (ex-Dogbreath).

## Diskografi
- Pære Punk, LP, Kong Pære Records KPLP1, 1979. (sangene Johnny, Johnny, Bubbles).
- Come With, EP, Dandelion OWN1, 1981. (Anmeldelse af denne EP på amerikansk punk resource site. Arkiveret 19. oktober 2007 hos  Wayback Machine)
- Demise LIVE, EP, Irmgardz s104), 1981.
- Christmas Chaos 1978, Kassette, No Aarhus Cass No. 2, 1982. (sangen Rat From The Street).
- In Combat, EP, No Aarhus NAR001, 1986.
- Scream Out Loud Vol. 1, 12", Scream Rec. SEP8711, USA, 1987. (sangen Black Cat).
- Hardcore Volume 1, LP, Starving Missile 048, Tyskland, 1987. (sangen Rudolph Hess).
- Life is a joke Vol. 3, LP, Weird System WS028, Tyskland, 1987. (sangen Skating on Thin Ice).
- Cold Winds, 12", Starving Missile 051, 1987.
- Kick Your Mama's Ass Vol. 1, LP, Rev. Moon RMR003, Italien, 1995. (sangen Johnny Johnny).
- Back to Front vol. 4, LP, Incognito Rec. 059, 1996. (sangen Jeg ved hvor du er).
- Bloodstains Across Denmark, LP, bootleg, BLOOD004, 1990'erne. (sangene Johnny Johnny og Bubbles).
- Absolutely Live – Pærepunk 2003 Festival, CD, Egen udgivelse 100 eks., 2003.
- Det Bar' Rock og Rul, Men Vi Ka' Sgu Li' Det, CD, Karma Music/Frost Records, 2006. (med sangen Summertime Blues (live 1978)).
- Tell Mom, It's Not Her Fault!, CD, Karma Music KMCD22106, 2006 (inkluderer sangene fra alle ovenstående udgivelser).
- "In Situ" mini LP (No Aarhus Records), 2013
- Pære Punk 40. - The Album 2LP, No Aarhus NAR 004, 2019,  (sangene Rat From The Street, You can' t put me down, Lowdown)
- Split EP med Tømrer Claus, No Aarhus NAR005, 2020 (sangene Antichrist og Depression)
- Dream Police featuring Peter Peter 7", No Aarhus NAR006, 2020  (sangene Rat From The Street (Argento Mix) og Black Cat)